# عبد العزيز الشبيلي
عبد العزيز الشبيلي (بالإنجليزية: Abdulaziz al-Shubaily)‏‏ (-) محامي، وناشط حقوقي سعودي في حقوق الإنسان.
في عام 2010، انضم الشبيلي إلى جمعية الحقوق المدنية والسياسية في السعودية، التي دعت إلى إطلاق سراح السجناء السياسيين واحترام أكبر لحقوق الإنسان في المملكة العربية السعودية. عمل الشبيلي محاميًا لعائلات الرجال المحتجزين بشكل تعسفي وبدون تهمة من قبل السلطات السعودية لعدة أشهر وسنوات بعد اعتقالهم، ووقّع على بيانات عامة تدعو إلى إطلاق سراح المعتقلين التعسفيين، وإنشاء نظام ملكي دستوري، والحق في التجمع السلمي، والانتخاب الشعبي لأعضاء مجلس الشورى السعودي. في 29 مايو، أدانته المحكمة الجزائية المتخصصة، وحكمت عليه بالسجن لمدة ثماني سنوات ومنع لمدة ثماني سنوات على السفر إلى الخارج بسبب أنشطته السلمية. لا يزال بكفالة في انتظار الاستئناف.
في 10 يناير 2017، أصدرت المحكمة الجزائية المتخصصة حكمًا على الشبيلي بالسجن لمدة ثماني سنوات، وحظر سفر لمدة ثماني سنوات، وحظر لمدة ثماني سنوات من استخدام وسائل التواصل الاجتماعي بعد إطلاق سراحه. وشملت التهم الموجهة إليه «التحريض على النظام العام»، و «إهانة القضاء»، و«وصف الدولة السعودية الحاكمة - ظالمة وخاطئة - كدولة بوليسية»، و «المشاركة في جمعية غير مرخصة». اعتبارًا من فبراير 2017، بقي خارج السجن بكفالة، في انتظار الاستئناف.
في 16 أغسطس 2017، أيدت محكمة الاستئناف الجزائية المتخصصة بالإرهاب المنعقدة في الرياض الحكم الأول الصادر ضده.
في سبتمبر 2017، قُبض على الشبيلي مرة أخرى، مع عيسى الحامد، أحد مؤسسي جمعية الحقوق المدنية والسياسية في السعودية.